# Gregore de Magalhães da Silva
Gregore de Magalhães Silva Favero (nacido el 2 de marzo de 1994), conocido simplemente como Gregore, es un futbolista brasileño que juega como mediocampista y su equipo actual es el Botafogo de la Serie A de Brasil.

## Carrera
Gregore comenzó su carrera en las divisiones inferiores del Joseense, donde hizo su debut profesional el 14 de marzo de 2013 en una victoria por 1-0 contra Batatais en el Campeonato Paulista Série A3. Posteriormente, el club cambió su nombre a São José dos Campos FC, y Gregore permaneció allí. En mayo de 2015, se trasladó al São Carlos, donde fue titular indiscutido y ayudó al equipo a lograr el ascenso en el Campeonato Paulista Segunda Divisão.
El 17 de diciembre de 2015, fue cedido al Santos, inicialmente para jugar en el equipo B. Hizo su debut en el primer equipo el 11 de mayo de 2016 en la Copa de Brasil contra el Galvez. En 2018, fue cedido al Bahía, donde se destacó como titular en la Serie A, especialmente en la recuperación de balones, y renovó su contrato en mayo de 2018, luego de que el club adquiriera el 50% de sus derechos económicos.
En 2019, Gregore siguió siendo un jugador clave para Bahía, destacándose nuevamente en robos de balón y recuperaciones. En agosto de 2019, el club adquirió el 40% adicional de sus derechos económicos, asegurando el 90% de los mismos. El 24 de febrero de 2021, se unió al Inter de Miami de la Major League Soccer, donde fue nombrado Jugador Más Valioso en noviembre de 2021, además de liderar la liga en robos de balón durante la temporada regular.
El 11 de marzo de 2023, Gregore sufrió una lesión de Lisfranc que lo dejó fuera de las canchas durante seis meses, y se sometió a cirugía el 15 de marzo. El 16 de octubre de 2023, firmó una extensión de contrato por dos años con el Inter Miami. 
Posteriormente, el 19 de febrero de 2024, el club anunció su transferencia al Botafogo de la Serie A brasileña. Costó 2,5 millones de euros (R$ 13,4 millones al cambio actual) y firmó contrato hasta el 31 de diciembre de 2026. Fichado a principios de 2024, Gregore ha disputado hasta el momento 83 partidos con el Botafogo, marcando tres goles y dando dos asistencias. Fue campeón brasileño y campeón de la CONMEBOL Libertadores con el Alvinegro.
El Al Rayyan de Catar anunció el fichaje de Gregore el 19 de julio de 2025. El contrato le costó a los cataríes 7 millones de dólares y se extiende hasta mediados de 2027.

## Estadísticas de carrera
Actualizado al 24 de octubre de 2021.
| Club                | Temporada | Liga                 | Liga     | Liga  | Liga Estatal | Liga Estatal | Copa     | Copa  | Continental | Continental | Otro     | Otro  | Total    | Total |
| Club                | Temporada | División             | Partidos | Goles | Partidos     | Goles        | Partidos | Goles | Partidos    | Goles       | Partidos | Goles | Partidos | Goles |
| ------------------- | --------- | -------------------- | -------- | ----- | ------------ | ------------ | -------- | ----- | ----------- | ----------- | -------- | ----- | -------- | ----- |
| São José dos Campos | 2013      | Paulista A3          | —        | —     | 8            | 0            | —        | —     | —           | —           | 6        | 0     | 14       | 0     |
| São José dos Campos | 2014      | Paulista A3          | —        | —     | 19           | 1            | —        | —     | —           | —           | —        | —     | 19       | 1     |
| São José dos Campos | 2015      | Paulista A3          | —        | —     | 16           | 0            | —        | —     | —           | —           | —        | —     | 16       | 0     |
| São José dos Campos | Total     | Total                | —        | —     | 43           | 1            | —        | —     | —           | —           | 6        | 0     | 49       | 1     |
| São Carlos          | 2015      | Paulista 2ª División | —        | —     | 23           | 5            | —        | —     | —           | —           | —        | —     | 23       | 5     |
| Santos              | 2016      | Série A              | 0        | 0     | —            | —            | 1        | 0     | —           | —           | 5        | 0     | 6        | 0     |
| Santos              | 2017      | Série A              | 0        | 0     | —            | —            | 0        | 0     | —           | —           | 18       | 0     | 18       | 0     |
| Santos              | Total     | Total                | 0        | 0     | —            | —            | 1        | 0     | —           | —           | 23       | 0     | 24       | 0     |
| Bahia               | 2018      | Série A              | 35       | 0     | 10           | 0            | 4        | 0     | 5           | 0           | 9        | 0     | 63       | 0     |
| Bahia               | 2019      | Série A              | 34       | 0     | 3            | 0            | 8        | 0     | 2           | 0           | 4        | 0     | 51       | 0     |
| Bahia               | 2020      | Série A              | 33       | 0     | 2            | 0            | 1        | 0     | 7           | 2           | 10       | 0     | 53       | 2     |
| Bahia               | Total     | Total                | 111      | 0     | 15           | 0            | 13       | 0     | 14          | 2           | 23       | 0     | 167      | 2     |
| Inter de Miami      | 2021      | MLS                  | 26       | 0     | —            | —            | —        | —     | —           | —           | —        | —     | 26       | 0     |
| Inter de Miami      | Total     | Total                | 26       | 0     | —            | —            | —        | —     | —           | —           | —        | —     | 26       | 0     |
| Total               | Total     | Total                | 137      | 0     | 81           | 6            | 14       | 0     | 14          | 2           | 52       | 0     | 263      | 8     |

1. 1 2 3  Partido(s) en Copa Paulista
2. 1 2 3  Partido(s) en Copa Sudamericana
3. 1 2 3  Partido(s) en Copa do Nordeste

## Palmarés

### Campeonatos estatales
| Título                               | Club       | País   | Año  |
| ------------------------------------ | ---------- | ------ | ---- |
| Campeonato Paulista Segunda División | São Carlos | Brasil | 2015 |
| Campeonato Baiano                    | Bahía      | Brasil | 2018 |
| Campeonato Baiano                    | Bahía      | Brasil | 2019 |
| Campeonato Baiano                    | Bahía      | Brasil | 2020 |
| Taça Río                             | Botafogo   | Brasil | 2024 |

### Títulos nacionales
| Título               | Club           | País   | Año  |
| -------------------- | -------------- | ------ | ---- |
| Campeonato Brasileño | Botafogo F. R. | Brasil | 2024 |

### Campeonatos internacionales
| Título            | Club     | País   | Año  |
| ----------------- | -------- | ------ | ---- |
| Copa Libertadores | Botafogo | Brasil | 2024 |